# Philodendron melanochrysum
Espèce
Philodendron melanochrysum est une espèce de plantes grimpante de la famille des Aracées originaire de Colombie,.

## Caractéristiques
Plante grimpante dont les feuilles peuvent mesurer 100 cm de long et 30 cm de large. Elles sont de forme allongée et sagittée à pointe acuminée. Le surface est d'apparence veloutée. Le dessus des feuilles est presque noir avec des nervures plus claires. Le pétiole peut mesurer jusqu'à 50 cm de longueur.